# اوگاکی، گیفو
اوگاکی در استان گیفو در کشور ژاپن  واقع شده‌است  که دارای جمعیت ۱۶۳٬۰۴۷ نفر و مساحت ۲۰۶٫۵۲ کیلومتر مربع با تراکم جمعیت ۷۸۹  نفر در کیلومترمربع است و در تاریخ ۱ آوریل ۱۹۱۸ به عنوان شهر شناخته شد.